# منطقه تاریخی هومکروفت
منطقه تاریخی هومکروفت (به انگلیسی: Homecroft Historic District) یک بافت تاریخی در ایالات متحده آمریکا است که در ایندیانا واقع شده‌است.
این بخش تاریخی با خیابان‌های مدیسون، خیابان ویودرایو جنوبی، خیابان اورینوکو و جاده بانتا در هومکروفت، شهرک پری، شهرستان ماریون، ایندیانا محدود شده‌است. این منطقه در سال ۱۹۹۶ در فهرست ثبت ملی مکان‌های تاریخی ثبت شده‌است.

## تاریخچه
در سال ۱۹۰۰، شرکت کلمبوس و بین شهری جنوبی خدمات خود را برای ساختن خط راه‌آهن بین شهری آغاز کرد که از مرکز ایندیاناپلیس تا چند شهر مجاور گسترش می‌یافت. این خط در امتداد خیابان مدیسون قرار داشت. در اواخر دهه ۱۹۱۰ و اوایل ۱۹۲۰، ترابری عمومی و استفاده روزافزون از خودرو، بیشتر مردم را وادار کرد تا از مراکز شهری نقل مکان کنند. بخش هومکروفت، واقع در فاصله ۵/۴ مایل (۲/۷کیلومتر) از مرکز شهر در کنار خیابان مدیسون، مکان مناسبی برای مقصد جابجایی بود.
در سال ۱۹۲۳، شرکت املاک ای. فرانک گیتس، زمین را خریداری کرد و منطقه را «هومکروفت» نامید. این شرکت متشکل از فرانک ای. گیتس و پسرش الیور بود و آنها قبلاً چندین بخش فرعی در ایندیانا، اوهایو و میشیگان ایجاد کرده بودند.

## توصیفات
منطقه تاریخی هومکروفت با مساحت ۲۸ هکتار از حومه‌های شهری در دهه ۱۹۲۰ است که برای خانواده‌های طبقه متوسط ساخته شده‌است. برخی از خانه‌ها بر اساس الگوهای خانه‌های ساخته شده توسط شرکت گیتس طراحی شده‌اند، در حالی که برخی دیگر بر اساس طرح‌های انتخاب شده توسط خریداران اصلی برای یک خانواده طراحی شده‌اند. اکثر آنها دارای اندازه متوسط هستند و یک یا یک و نیم طبقه با روکش آجری یا سنگی پوشش داده شده‌است. سبکهای معماری استفاده شده در این اماکن شامل بانگالو، صنعتگران آمریکایی، احیای مستعمرات و سبک احیای تودور است.
پیاده‌روها در دهه ۱۹۳۰ توسط اداره پیشرفت کارها اداره می‌شد و شرکت گیتس‌افرا درختهایی را در کنار خیابان‌ها کاشت که اکنون بالغ شده‌اند.
این منطقه با وجود تغییرات ساختاری تجاری در امتداد خیابان مدیسون، همچنان دست نخورده باقی مانده و احساس یک شهر اقماری را حفظ کرده‌است.